# Charles Hubbard
Charles Randolph Hubbard  (20. august 1849 i Cincinnati – 28. marts 1923) var en amerikansk bueskytte som deltog i OL 1904 i St. Louis.
Hubbard vandt en sølvmedalje i bueskydning under OL 1904 i St. Louis. Han kom på en andenplads i holdkonkurrencen. De andre på holdet var Charles Woodruff, William Clark og Samuel Duvall.